# Schönau (Falkenstein/Vogtl.)
Schönau ist ein Ortsteil der Stadt Falkenstein/Vogtl. im sächsischen Vogtlandkreis. Die Gemeinde Schönau mit ihrem Ortsteil Siebenhitz wurde am 1. Juli 1950 nach Trieb/Vogtl. eingemeindet, welches wiederum am 1. Januar 1999 mit allen Ortsteilen nach Falkenstein/Vogtl. eingemeindet wurde.

## Geographie

### Geographische Lage und Verkehr
Der Ort Schönau liegt nordwestlich von Falkenstein/Vogtl. im Tal der Trieb im Zentrum des Vogtlandkreises und im sächsischen Teil des historischen Vogtlands. Geografisch liegt der Ort im Osten des Naturraums Vogtland im Bergener Granitmassiv. Nordwestlich von Schönau befindet sich die zu Schönau gehörige Siedlung Siebenhitz.
Der Ort ist mit der vertakteten Rufbus-Linie 71 des Verkehrsverbunds Vogtland an Falkenstein angebunden. Dort besteht Anschluss zum PlusBus nach Auerbach, Rodewisch, Oelsnitz und Plauen. Außerdem verkehrt die RufBus-Linie 73 nach Bergen und Treuen.

### Nachbarorte
| Siebenhitz | Altmannsgrün                                |                 |
| Zschockau  | Kompassrose, die auf Nachbargemeinden zeigt | Unterlauterbach |
|            | Trieb                                       | Oberlauterbach  |

## Geschichte

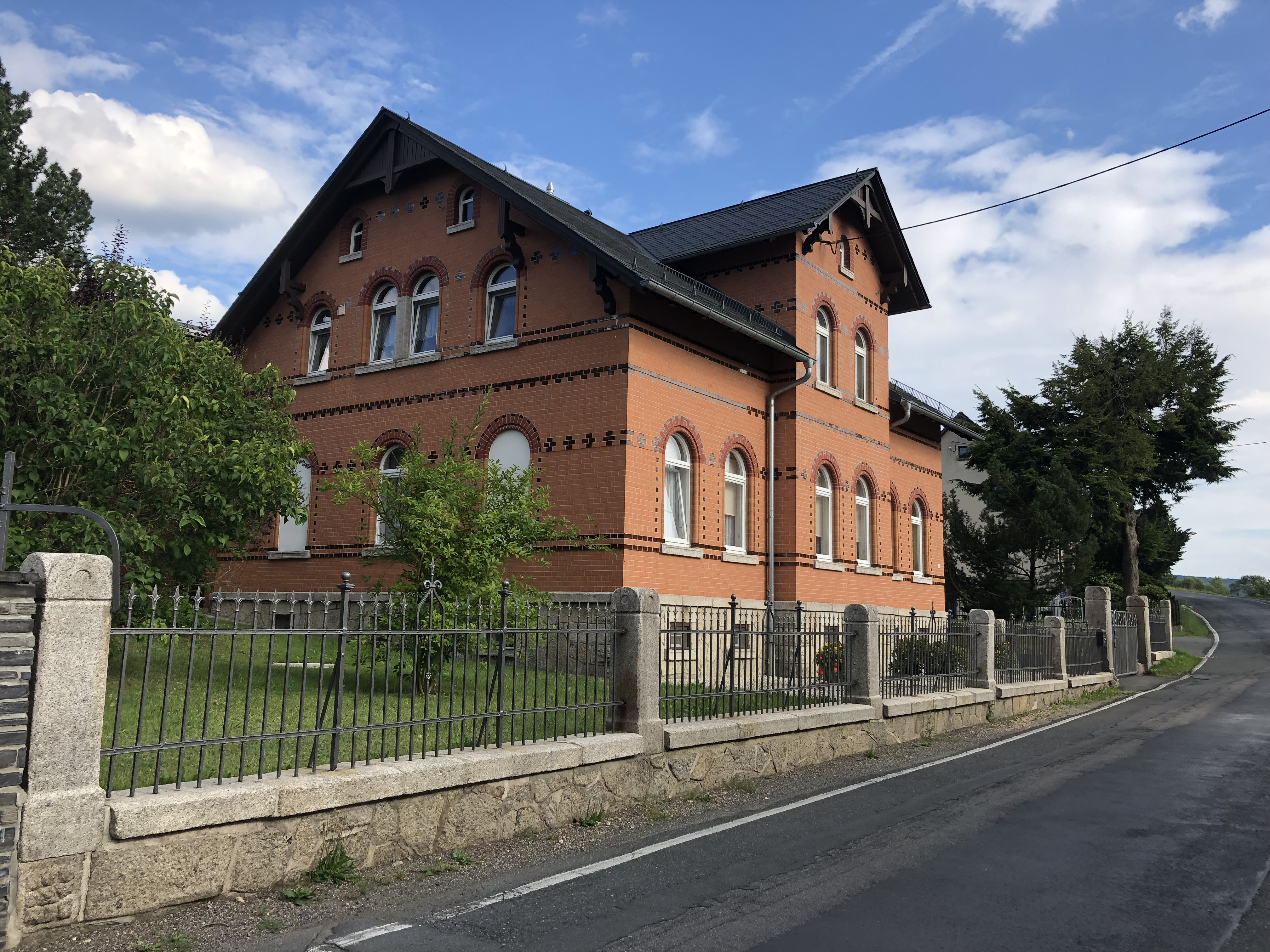
Haus in Schönau

Das Waldhufendorf Schönau wurde im Jahr 1418 erstmals urkundlich erwähnt. Der Ort war im 15. Jahrhundert zeitweise eine Wüstung. Im Jahr 1529 existierten im Ort neun Güter. Das älteste Gebäude des Orts ist das zwischen 1488 und 1620 erwähnte Hammergut. 1591 wurde erstmals eine Mühle erwähnt, die durch das Wasser der Trieb angetrieben wurde. Die in Schönau reichlich vorhandenen Vorkommen an Granit und sein Verwitterungsprodukt Sand wurden über viele Jahre erwerbsmäßig genutzt. Zwei Steinkreuze aus dem 16. Jahrhundert sind in einem Garten in der Treuener Straße erhalten geblieben. Im Jahr 1758 wurde links der Trieb eine kleine Schenke erwähnt, die vermutlich die Vorgängerin des heutigen Schönauer Gasthofs ist.
Um 1738 wurde Schönau in „Ober-“ und „Unter-“Schönau eingeteilt, welche durch eine Brücke über die Trieb verbunden waren. Schönau gehört kirchlich von jeher zum Kirchspiel Bergen, zu dem neben Schönau und Bergen auch Trieb gehört. Bezüglich der Grundherrschaft war Schönau um 1583 Amtsdorf im Amt Plauen, um 1764 war die Grundherrschaft zwischen dem Amt Plauen (Amtsanteil) und dem Rittergut Thoßfell geteilt.
Schönau gehörte bis 1856 zum kursächsischen bzw. späteren königlich-sächsischen Amt Plauen. 1856 wurde Schönau dem Gerichtsamt Falkenstein und 1875 der Amtshauptmannschaft Auerbach angegliedert. Der 1791 erstmals erwähnte Nachbarort Siebenhitz wurde im Jahr 1862 nach Schönau eingemeindet. Durch August Schwabe und Otto Wappler kam im Jahr 1894 die Stickereiindustrie nach Schönau. Um die Jahrhundertwende entstanden zwölf rote Rohbauhäuser und Anbauten für die Stickerei. 122 Stickmaschinen gab es 1912 im Ort. Im Jahr 1944 gab es in Schönau 46 Sticker inkl. Fädler und 22 Stickmaschinenbesitzer.
Am 1. Januar 1950 wurde die Gemeinde Schönau mit ihrem Ortsteil Siebenhitz nach Trieb/Vogtl. eingemeindet. Durch die zweite Kreisreform in der DDR kam Schönau als Ortsteil der Gemeinde Trieb/Vogtl. im Jahr 1952 zum Kreis Auerbach im Bezirk Chemnitz (1953 in Bezirk Karl-Marx-Stadt umbenannt), der 1990 als sächsischer Landkreis Auerbach fortgeführt wurde und 1996 im Vogtlandkreis aufging. Am 1. Januar 1999 wurde die Gemeinde Trieb/Vogtl. mit ihren Ortsteilen Schönau und Siebenhitz nach Falkenstein eingemeindet, wodurch Schönau Ortsteilstatus erhielt. Das 1976 gegründete „Milchgut Triebtal“ wurde im Jahr 1990 in eine private GbR überführt. Durch Umbaumaßnahmen des aus dem Jahr 1930 stammenden, ehemaligen Naturbades, soll das Gelände wieder nutzbar werden.

### Einwohnerstatistik
1583 lebten im Ort 4 besessene Mann; 1764 waren es 9 besessene Mann und 1 Häusler.
| Jahr          | 1834 | 1871 | 1890 | 1910 | 1925 | 1939 | 1946 |
| ------------- | ---- | ---- | ---- | ---- | ---- | ---- | ---- |
| Einwohnerzahl | 96   | 164  | 152  | 282  | 307  | 275  | 276  |

1910 war Schönau unter den 69 Kommunen der Amtshauptmannschaft Auerbach auf Rang 59 der Einwohnerstatistik. 1925 lebten im Ort 299 Lutheraner und 8 andersgläubige.